# 日本軍慰安所管理人の日記
日本軍慰安所管理人の日記（にほんぐんいあんじょかんりにんのにっき、ハングル：일본군 위안소 관리인의 일기）は、第二次世界大戦中にビルマ（現・ミャンマー）とシンガポールの日本軍売春宿（慰安所とも呼称）で働いていた店員の日記の一部を書籍化したものである。日記は1922年から1957年まで毎日付けられていた。2000年ごろ、韓国の慶州市の古書店で偶然発見され、2013年8月、日記の著者が慰安所で働いていた頃の1943年1月1日から1944年12月31日までを落星台経済研究所が執筆時の韓国で使われている自然な朝鮮語に翻訳、『日本軍慰安所管理人の日記』として韓国で出版した。2013年9月には、堀和生と木村幹の監訳による日本語訳も公表されている。
「日本軍慰安所管理人の日記」は、日本の慰安婦制度の仕組みに関する重要かつ信憑性の高い現代史料として評価されている。

## 背景
日記の著者は、朴という名字だけが特定されている。朴は1905年に慶尚南道金海近郊で生まれ、1979年に亡くなった。1922年に高校を卒業後、1957年まで毎日、日記をつけていた。朝鮮が大日本帝国の一部であった時、彼は代書人事務所を経営し、当初は裕福な生活を送っていた。しかし、1940年、利益が減少すると、残された財産の大部分を満州での料理店建設計画に投資したが、これが詐欺と判明した。この頃、朴の義兄が朝鮮人慰安婦を募集して海外に派遣し、日本兵に性的サービスを提供していた。朴は経済的な理由もあり、1942年に義兄と一緒に日本占領下の東南アジアに渡り、慰安所を経営することを決め、1944年までそこにとどまった。
朴の死後、彼の日記の一部が古本屋で発見された。彫刻家の呉埰鉉が購入し、彼が館長を務めた坡州市の私設博物館「タイムカプセル」に持ち込んだ。2012年5月、韓国の歴史学者である安秉直ソウル大学校名誉教授は、韓国学中央研究院の専門家から日記の存在を知り、タイムカプセル博物館を訪れて閲覧。日記は、京都大学の堀和生教授と神戸大学の木村幹教授の2人の日本人研究者と共同で調査した。

## 日記の内容
日記は日本の文字（漢字とカタカナ）と朝鮮のハングルで書かれていた。日記の書き出しは、日付から始まり、天気の描写（一日の最低気温と最高気温など）、そして日々の活動の様子が書かれている。朴の日記は、日々の活動や考えを記した単純な年代記か、取引の記録か、あるいはその両方を意図していたのかは不明である。
1942年の記載が日記から消えているが、1942年8月20日に朴がビルマ（現在のミャンマー）に到着し、1943年1月16日まで現在のシットウェで「勘八倶楽部」という慰安所を経営していたことがわかっている。その後、1943年5月1日から1943年9月9日までラングーン（現在のヤンゴン）のインセインで「一富士楼」という慰安所を経営した後、1943年9月29日にシンガポールに移り、タクシー会社で働いた。1944年2月1日には「菊水倶楽部」という慰安所で働き始め、1944年12月16日の帰国まで経営を続けた。日記の公開版は、1943年1月1日から1944年12月31日までの日記をすべて収録したものである。
朴の毎日の仕事は、午後2時から午前1時までの間、慰安所の帳場人（受付・会計）を担当し、すべての収支の記録や慰安婦の部屋への案内をした。慰安所は、風俗街ではなく、民間人居住地の中の既存の建物で運営されていた。朴の他の仕事は、日用品の買い物、配給の受け取り・分配、車の整備、空襲の見張りなどがあった。朴は日本軍当局と常に連絡を取り合い、営業月報・収支計算書を提出したり、慰安婦と自身のために入国許可証、雇用許可証、渡航書類の取得や慰安婦の就・廃業申請をしたりしていた。日記によると、慰安婦たちは妊娠すれば休職し、定期的に性病検査を受け、質の高い医療を受けていたという。慰安婦たちは仕事の給料を支払われ、多くの慰安婦は給料用に個人の貯金口座を持っていた。朴の仕事の一つは、慰安婦たちの要求に応じて、彼女たちの収入を横浜正金銀行に預けることと、彼女たちの賃金を韓国に送金することであった。
日記には、ビルマやシンガポールの多くの軍慰安所は韓国人が経営していたが、日本人や現地人が経営していたものもあったと記されている。朴は、韓国人の慰安所経営者仲間の多くが、インドネシア、マレーシア、タイなどの喫茶店、工場、菓子店など、アジア各地で様々な投資をしていたことにも言及している。朴は韓国の故郷を懐かしむことが多かったが、仕事のおかげで海外での生活は快適で、自分用に服や靴、時計などを気前よく購入した。また、韓国の慰安所経営者仲間と協力して、喫茶店や石油精製所などにも投資した。

## 評判と討論
安秉直教授は、この日記を執筆時の韓国で使われている自然な朝鮮語に翻訳し、2013年8月に出版した。研究者たちは、この日記を日本の慰安婦制度に関する重要な情報源として評価している。実際、この日記は、慰安所経営者が書いた慰安婦制度に関する唯一の当時の記述である。木村幹によれば、この日記は「信憑性が高い」とし、慰安婦問題が日韓間の緊張を高める前に朴が亡くなったことを指摘している。慰安婦問題が国際的に大きな問題になったのは、1990年に韓国の元慰安婦グループが日本政府に謝罪と賠償を求めてからだ。
ジャパンタイムズによると、朴の証言は「慰安婦が純粋に個人的事業に従事していたという日本人の主張と、慰安婦は完全に奴隷にされていたという韓国人の主張とが対立している」という。しかし、歴史家たちは日記の一部を様々に解釈してきた。
安秉直によると、この日記は、軍慰安所が民間の売春宿ではなく、日本軍によって規制され、完全に管理されていたことを示す明確な証拠を提供している。日記の中で、朴氏は1942年に「第4次慰安団」の一員として朝鮮を出国したと述べているが、その存在は1945年11月の米国の調査報告書で確認されている。この「第4次慰安団」は日本軍が組織し、管理していたものと思われる。また、日誌には、朴が軍用車や船に乗って日本兵と共に頻繁に都市間を移動し、日本軍への定期的な作業報告の提出義務があったことが記されている。安によれば、これは、慰安所の経営者が軍の従業員であったことを示唆している。
一方、韓国の歴史学者で広島大学名誉教授の崔吉城は、この日記について反対の結論を出している。崔は、朴が当時の朝鮮の売春産業にあったものと同様の慰安所経営者による独立組合と思われる「慰安所組合」の会費を払い、定期的に会合に出席していたことを指摘する。軍の慰安所は担当の軍の部隊と一緒に移動していたが、崔によると、軍の命令で移動したのか、それとも慰安所が客と一緒に勝手に移動していたのかは不明である。朴は移動中、軍の車輛に乗ったり、軍の施設で一夜を過ごす許可を得たりすることはよくあったが、民間の交通機関を利用したり、友人の家で一夜を過ごすこともあったと頻繁に書いている。ある喫茶店で「軍人と軍属しか食事をしない」と言われて食事を断ったという記述に、崔は注目している。崔教授は、安教授とは対照的に、朴は軍属ではなく、軍慰安所は基本的に個人経営であったと結論付けている。しかし、崔教授は、これらのビジネスが日本軍と密接に連携して運営されていたことには同意している。
本書を翻訳した落星台経済研究所に、安秉直教授と同様に所属していた李栄薫元教授は、この日記から次のように主張した。慰安婦は軍の統制下にあったものの、慰安所は個人経営であった。また、慰安婦は個人営業による売春婦であった。慰安婦も慰安所組合に所属し、経営者よりは少額ではあるが会費を支払っている。慰安婦は戦争特需に乗り、一儲けして新たな人生を開拓しようとした人であり、能力のない人と見なしてはならないと指摘している。
慰安婦を「性奴隷」と表現すべきかという論争について、崔吉城は、慰安婦のことを「酌婦」や「稼業婦」と日記で表現していることを指摘している。慰安婦たちは、軍からは慰安所の普通の従業員として扱われ、多くの場合、要求すれば退職が許されていた。崔は、慰安婦は性奴隷ではなく、むしろ海外で商売をしていた日本の売春婦「からゆきさん」に近いものだったと考えている。李教授も同様に売春婦と認識している。朴の義弟と慰安婦2人が大きな事故に遭って亡くなった際、慰安所をそのまま経営するよう、日本軍から頼まれたものの朴には応じる気はなく、慰安婦は各自の希望で別の慰安所に行った。慰安所店主と慰安婦は縛られた関係ではなかった点が印象的であると李教授は述べている。これらに対し、安教授は、慰安婦たちが本人の意思とは関係なく、日本軍とともに移住を余儀なくされたという日記や、ビルマの慰安婦2人が仕事を辞めて帰国しようとしたが日本軍に強制されて仕事を続けさせられた、という記述を指摘している。安は「性的奴隷制度」が慰安婦制度の妥当な説明であると結論付けている。
日記が出版された当初、多くの韓国メディアは、朝鮮人慰安婦が日本軍に強制連行された決定的な証拠だと報じたが、崔吉城はそれを裏付けるものではないと否定した。安秉直は、「慰安婦は韓国の事業者が募集したものであり、軍が拉致する必要はなかった」とし、日記には慰安婦の強制連行に関する情報は一切含まれていないことを認めている。しかし、朴の慰安所の慰安婦がどのように勧誘されたのか、より詳述された可能性のある、1942年の記述が日記からは欠落している。

## 出版
- (朝鮮語) 일본군 위안소 관리인의 일기 [日本軍慰安所管理人の日記]. 翻訳：安秉直. 이숲. (2013-08-20). ISBN 9788994228761일본군위안소관리인의일기9788994228761
- “ビルマ・シンガポールの従軍慰安所”.  落星台経済研究所 (2013年8月30日). 2017年8月26日時点のオリジナルよりアーカイブ。2013年8月30日閲覧。
- Diary of a Japanese Military Comfort Station (Brothel) Manager（英文抄訳）、日本語版から翻訳、2018年7月20日